# Sergei Stanislawowitsch Strukow
Sergei Stanislawowitsch Strukow (russisch Сергей Станиславович Струков; * 17. September 1982 in Wolgograd) ist ein russischer Fußballspieler.

## Karriere
Sergei Strukow begann seine Karriere im Jahr 2004 beim Rotor Wolgograd. Weitere Stationen waren der zweitklassige FK Metallurg Lipezk aus Russland und Irtysch Pawlodar aus Kasachstan. Von 2008 bis 2010 lief der Stürmer für den kasachischen Erstligisten FK Aqtöbe auf, mit dem er 2008 und 2009 die kasachische Meisterschaft gewinnen konnte.

## Erfolge
- Kasachischer Meister: 2008, 2009